# Nelson Correia
Nelson Correia ist ein osttimoresischer Politiker. 
Correia war 2001 Sprecher der marxistisch-leninistischen Partido Socialista de Timor (PST) und belegt von 2007 bis 2010 Parteivorsitzender. Als Vorsitzender wurde er von Avelino Coelho da Silva abgelöst.
Correia wird als marxistischer Aktivist mit Verbindungen zur indonesischen Partai Rakyat Demokratik (PRD) beschrieben. Er graduierte im Fach Landwirtschaft an der Universität im indonesischen Jember (Ostjava). Sein Vater Tomás Correia war Mitglied der União Democrática Timorense (UDT) und in der indonesischen Besatzungszeit Administrator (bupati) des Distrikts Manufahi (1985–1989) und Chef der Tourismusbehörde.